# Alberto Santofimio
Alberto Rafael Santofimio Botero (Ibagué, 17 de junio de 1942) es un abogado, político y criminal colombiano antiguo miembro del Partido Liberal Colombiano, del cual fue uno de sus líderes más mediáticos.
Fue ministro de Justicia en el gobierno  de Alfonso López Michelsen en 1974, dos veces candidato presidencial y senador. En junio de 2006 se inició un juicio en su contra en el que fue hallado culpable de ser instigador o determinante del asesinato de Luis Carlos Galán.
En octubre de 2008 Santofimio fue dejado en libertad en decisión de segunda instancia. Sin embargo, el 31 de agosto de 2011, la Corte Suprema de Justicia de Colombia ordenó su recaptura al revocar el fallo que había anulado la condena original; fue sentenciado a 24 años de cárcel por la coautoría intelectual del asesinato de Luis Carlos Galán junto a Pablo Escobar.
En agosto de 2018 fue llamado a indagatoria como presunto determinador también del crimen de Rodrigo Lara Bonilla.

## Biografía
Alberto Rafael Santofimio Botero nació en Ibagué el 17 de junio de 1942, en el seno de una familia tradicional de la aristocracia local. 
Se graduó de abogado en la Universidad del Rosario en Bogotá, y rápidamente se vinculó al Partido Liberal Colombiano, al que pertenecía su abuelo. Santofimio inició su carrera política a finales de los años 1960, cuando fue elegido representante a la cámara por el departamento de Tolima, en 1968.

### Ministro de Justicia (1974-1975)
Fue llamado a ser ministro de justicia de Colombia por el gobierno de Alfonso López Michelsen, se posesiona el 7 de agosto de 1974. Estuvo en el cargo durante un año, siendo reemplazado por Hugo Escobar Sierra. Botero desarrolló una amistad muy cercana con López, por las conexiones familiares de su familia con la del presidente.

### Regreso al Congreso y breve arresto (1975-1982)
En 1975 regresó al Congreso para ocupar una curul como representante a la cámara por segunda vez, siendo presidente de la corporación entre 1977 y 1978. En 1978 fue elegido senador de la república para el cuatrienio 78-82, siendo capturado brevemente por acusaciones de corrupción que logró desestimar.

### Precandidatura presidencial (1981-1982)
En 1981, siendo senador, Santofimio se perfiló como precandidato presidencial por el liberalismo, siendo visto como una apuesta segura del partido de cara a las elecciones presidenciales. Con su postulación, el partido pretendía garantizar la continuidad del liberalismo en el poder tras 8 años en el gobierno, luego de la terminación del Frente Nacional.
Sin embargo, diferencias entre el presidente Julio César Turbay y otros miembros del partido Liberal, como los expresidentes Carlos Lleras y López, llevaron a Santofimio a renunciar a su postulación, para apoyar la del expresidente López, quien fue elegido en 1981 como candidato único a la presidencia por el liberalismo.
López se presentó a los comicios con un amplio favoritismo, pero su candidatura se fue opacando poco a poco, hasta que finalmente el conservador Belisario Betancur lo derrotó con una amplia mayoría. En tercer lugar quedó el disidente liberal Luis Carlos Galán Sarmiento, que a pesar de ser novato en la carrera presidencial en comparación con Betancur y López, logró unos respetable 800.000 votos, toda una proeza para la época.

### Segunda precandidatura presidencial (1989-1990)
En 1989, Santofimio se batió en batalla política por la postulación oficial de su partido a la presidencia para las elecciones de 1990. Sus rivales de campaña eran Hernando Durán Dussán, William Jaramillo Gómez, Ernesto Samper Pizano, y el propio Luis Carlos Galán, quien se reintegró al liberalismo oficial luego de negociaciones entre los expresidentes Turbay, López y Lleras, e imponiéndo como condición a su regreso la elección de una candidatura única a través de consulta popular, mecanismo novedoso en la época.
Pese a que la consulta debía celebrare en marzo de 1990, las encuestas daban como ganador a Galán, con quien Santofimio tenía una rivalidad política y personal de antaño, conocida y acreditada por sus cercanos. Sin embargo, el 18 de agosto de 1989, Galán fue asesinado por la mafia en un acto de campaña en Soacha. 
La muerte de Galán dio paso a la postulación del exministro César Gaviria, quien fue inscrito como precandidato a la consulta de 1990. Pese a que Santofimio quería evitar que se llevara a cabo la consulta, pues muerto Galán no había motivo para realizarla, y con ello sus aspiraciones eran más cercanas a la realidad. Sin embargo, la consulta se llevó a cabo y Gaviria fue elegido candidato único y meses después, presidente, tras una sangrienta campaña donde murieron otros 2 candidatos.
Desde entonces las acusaciones de injerencia de Alberto Santofimio en el crimen de Galán empezaron a ser más frecuentes con el paso de los años, tras acusaciones hechas por alias Popeye, y cercanos a Pablo Escobar, quien fue abatido el 2 de diciembre de 1993. En los años 1990, Santofimio fue uno de los políticos investigados en el escándalo del llamado Proceso 8000. Fue procesado y hallado culpable de recibir dinero del narcotráfico para apoyar la candidatura presidencial de Ernesto Samper, retirándole su investidura de congresista e inhabilitándolo para ejercer cargos públicos de manera permanente. Después de su estadía en la cárcel por dicho crimen, recobró su libertad.
Posteriormente, fue hallado culpable de ser uno de los autores intelectuales del asesinato del político y candidato presidencial Luis Carlos Galán en 1989 en complicidad con el capo del narcotráfico y jefe del Cartel de Medellín, Pablo Escobar.

### Controversias

#### Presuntos tratos con la mafia
A partir de 1982, en Santofimio se empezó a generar un sentimiento de profundo rencor hacia Galán, según registran varios cronistas, testigos y amigos del político. De esta época también data su relación con el narcotraficante Pablo Escobar, a quien Galán había expulsado del Nuevo Liberalismo a comienzos de 1982, al enterarse de las que hasta ese momento eran presuntas actividades ilícitas de Escobar, quien pretendía llegar al Congreso de la mano de Galán.
Sin embargo, haber sido expulsado del partido por Galán también generó una actitud beligerante de Escobar hacia Galán, misma de la que Santofimio se valdría años después. En 1983, Escobar ingresó al Congreso como segundo de la lista de Jairo Ortega, electo en 1982 por el movimiento Renovación Liberal, de la que Santofimio era su líder.

#### El cheque de Lara
A comienzos de septiembre de 1983, Rodrigo Lara Bonilla, ministro de justicia de la época (del partido de Galán), citó a un debate de control político por el ingreso de "dineros calientes" (dinero producto del narcotráfico) a distintas campañas políticas y equipos de fútbol, desde 1982. Lara llevaba en el cargo una semana. Sin embargo el debate tomó un giro de 180 grados, siendo acusado Lara por Ortega y Santofimio de haber recibido un cheque para su campaña de senador en 1983, de manos del confeso narco Evaristo Porras.
 

Santofimio se valió del periodista Édgar Artunduaga para hacer público un video donde se observaban a Lara y Porras, supuestamente del primero recibiendo del segundo el cheque para su campaña. Pese a que el video salió en televisión, según la periodista Virginia Vallejo, el plan de Escobar era que ella lo hiciera público primero, a lo que ella se negó, acusando a Artunduaga de ser cómplice de Escobar y Santofimio, ya que era sabedora de que el cheque era parte de un plan para sabotear a Lara y de paso desprestigiar a Galán. 

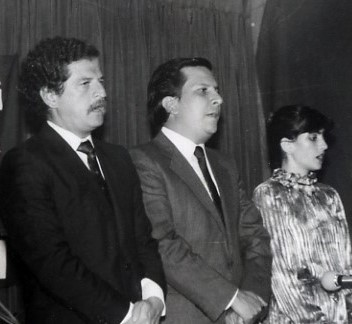
Galán y Lara, dos de las presuntas víctimas de Santofimio, asesinadas por órdenes de Escobar en 1989 y 1984, respectivamente.

Sin embargo, Lara descubrió con ayuda de El Espectador, y el coronel Jaime Ramírez Gómez, de que Escobar era un capo del narcotráfico, y desmanteló el laboratorio Tranquilandia, en las selvas del Caquetá; con ello Escobar fue expulsado del Congreso en enero de 1984. Según versiones posteriores, Santofomio habría instigado el homicidio del ministro Lara, quien fue asesinado en su vehículo el 30 de abril de 1984, ya que éste era amigo cercano de su enemigo, Galán.

#### Procesos judiciales
Durante las investigaciones sobre el asesinato de Luis Carlos Galán, Santofimio fue mencionado como un rumor de que él y otros excandidatos presidenciales podrían haber participado en influir a Escobar para que llevara a cabo el crimen. Pero fue exonerado en 1994 de cualquier acto ilícito por el entonces fiscal general y primo del candidato asesinado, Alfonso Valdivieso Sarmiento. Posteriormente fue inculpado por Jhon Jairo Velásquez Vásquez, alias "Popeye", un reconocido sicario que hacía parte del Cartel de Medellín. Modificando su testimonio original dado dos años antes, confirmó la participación de Santofimio en los crímenes perpetrados por Pablo Escobar.
El 12 de mayo de 2005, la investigación sobre el papel de Santofimio en el asesinato de Galán comenzó de nuevo, y fue arrestado después de que surgieran nuevas pruebas contundentes. En octubre de 2007 fue encontrado culpable y sentenciado a 24 años de prisión. Sus abogados apelaron inmediatamente ante el Tribunal Superior de Cundinamarca. Un año más tarde, en octubre de 2008, el Tribunal Superior de Cundinamarca, alegando falta de evidencias contra el acusado, revocó la decisión del juez original y ordenó la liberación de Santofimio. El tribunal puso en duda la credibilidad del único testigo contra el acusado, el mencionado alias Popeye.
Sin embargo, el 31 de agosto de 2011, la Corte Suprema de Justicia de Colombia anuló con base en ley la decisión del Tribunal Superior de Cundinamarca y ratificó la sentencia original, dándole credibilidad a la versión comprobada en juicio de Popeye. La Corte ordenó la detención de Alberto Santofimio Botero; se le acusó de ser parte influyente en el asesinato no solo de Luis Carlos Galán, sino también de otras dos víctimas, Julio César Peñaloza y Santiago Cuervo, quienes fueron asesinados a tiros junto a Galán.

### Libertad condicional
El 25 de marzo de 2020, Santofimio fue puesto bajo libertad condicional tras cumplir tres cuartas partes de su condena y en consideración a su edad, vulnerable al COVID-19. El 17 de mayo de 2023, su condena fue confirmada por la Corte Suprema.

## Familia

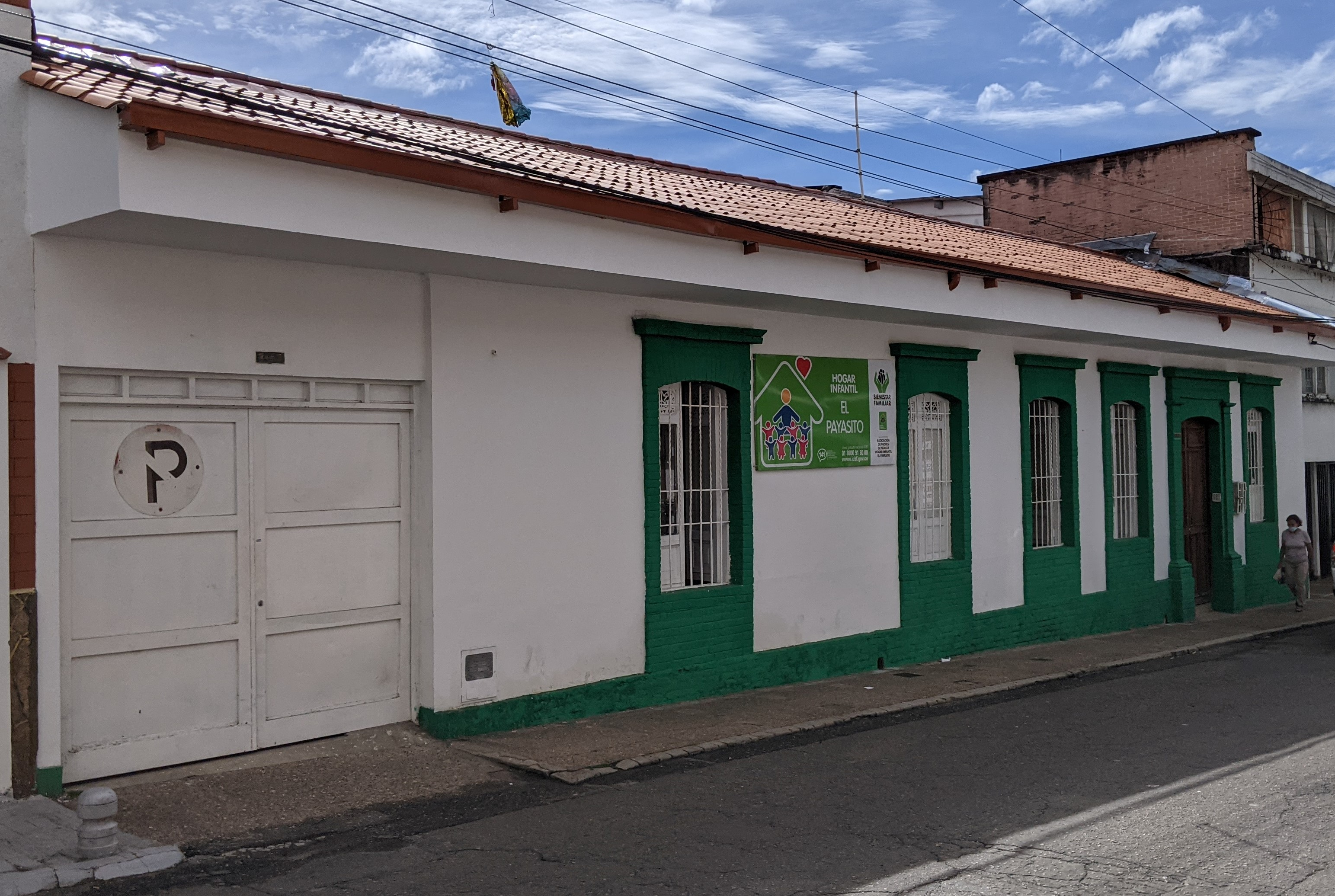
Casa de la familia Santofimio Botero en Ibagué, Colombia

Alberto Santofimio es miembro de una familia tradicional de Ibagué. Es hijo de Alberto Santofimio Caicedo y de Clara Botero Caicedo, ambos parientes. Su única hermana es Clara Lucía Santofimio Botero.
Su padre era hijo del político local Clímaco Botero, quien fue alcalde de Ibagué en varias ocasiones. Botero era, a su vez, padre de la periodista, presentadora y socialité Gloria Valencia de Castaño, a quien había concebido fuera de su matrimonio, y a quien ocultó para evitar el escarnio público en su entorno social y familar.
Gloria estaba casada con el periodista Álvaro Castaño Castillo, con quien tuvo a su hija, la periodista y diseñadora Pilar Castaño Valencia. En conclusión, Santofimio era sobrino por parte de su abuelo materno de Gloria Valencia de Castaño, y primo de Pilar Castaño.

### Relación con los López
Santofimio era cercano a la familia del político Alfonso López Michelsen, no sólo por el ámbito político y por su afinidad personal con él, sino también por los lazos matrimonionales de parientes suyos. Pilar, su prima, estaba casada con el hijo menor de López y de su esposa Cecilia Caballero Blanco, el periodista Felipe López Caballero, director de la revista Semana.